# 澳門巴士7路線
澳門巴士7路線是由澳巴經營，往返東方明珠和城市日前地的巴士路線。

## 簡介及歷史

### 簡介
- 本線為原7與7A路線合併而成。[1][2]

### 歷史
- 2017年4月9日，本線開設，取代舊7路線和原7A路線。

- 2017年8月19日，本線往城市日前地方向取消停靠“亞馬喇前地”、“總統酒店”站，新增停靠「葡京酒店」站。[3]

- 2019年3月19日至4月7日，因鋪設電纜、電訊管道及水管，介乎厚望街與羅德禮將軍街之間一段沙嘉都喇賈罷麗街實施有限度通車，期間「沙嘉都喇街」站暫停使用。

- 2020年3月12日起，高可寧大宅對出之臨時站調整為永久站點，並命名為“水坑尾／高可寧大宅”。[4]

- 2021年1月1日起，全線改用大巴行駛。[5][6]

- 2021年8月14日起，新增停靠“永華街”站。[7]

- 2021年10月16日起，為配合望廈總站啟用，取消停靠“黑沙環第五街”站，新增停靠“俾利喇／望德樓”站。[8]

- 2022年6月25日10:30至尾班車，因應亞利鴉架街仁安大廈實施封控措施，“聖方濟各老人院”、“亞利鴉架街”、“歸僑總會”、“沙嘉都喇街”站暫停使用。[9]

- 2022年6月28日17:30至7月3日，因應裕華大廈實施封控措施，“勞動節街／裕華”站暫停使用。[10]

- 2022年7月11日至17日，本線改以特別巴士專線方式營運，僅供特許人士乘搭。[11][12]

- 2022年7月18日至22日，因宣佈延長“相對靜止管理”措施，本線維持上述措施。[13]

- 2022年8月3日10:00至28日，為配合亞利鴉架街進行接駁街渠工程，本線暫不停靠「亞利雅架街」、「歸僑總會」、「沙嘉都喇街」站，臨時停靠「高士德／賈伯樂」、「得勝花園」站。[14]

## 本線特色
- 本線與8路線皆為首條使用三門巴士行駛新橋區的路線。

## 使用車輛
2017年4月-2020年8月：
- 五洲龍FDG6951G

2020年8月-12月31日：
- 五洲龍FDG6951G
- 宇通ZK6115HG1（試行）

2021年1月1日起：
- 宇通ZK6118HGE

2022年8月15日起：
- 宇通ZK6118HGE
- 宇通ZK6115HG1

2022年9月5日起：
- 宇通ZK6118HGE
- 宇通ZK6115HG1
- 宇通ZK6105HG

2022年9月8日起：
- 宇通ZK6118HGE
- 宇通ZK6115HG1

2022年12月13日起：
- 宇通ZK6118HGE

2023年1月14日：
- 宇通ZK6118HGE
- 宇通ZK6105HG
- 中通LCK6113SHEVG

2023年1月15日起：
- 宇通ZK6118HGE
- 宇通ZK6115HG1

2023年1月24日起：
- 宇通ZK6118HGE
- 宇通ZK6105HG
- 中通LCK6113SHEVG

2023年1月31日起：
- 中通LCK6113SHEVG

2024年3月29日起：
- 中通LCK6113SHEVG
- 廈門金旅XML6105J15

2024年7月29日起：
- 中通LCK6113SHEVG

## 電牌
| 往黑沙環方向    | 往黑沙環方向                      | 往黑沙環方向 |
| 日期            | 頭牌                              | 圖例         |
| --------------- | --------------------------------- | ------------ |
| 2022年7月前     | 東方明珠街                        |              |
| 2022年7月起     | 東方明珠                          |              |
| 往皇朝方向      |                                   |              |
| 日期            | 頭牌                              | 圖例         |
| 開線至今        | 城市日前地                        |              |
| 2023年6月10日起 | 經葡京、永利、美高梅 （轉頁顯示） |              |

## 路線資料

### 收費
| 收費類別     | 收費類別                      | 收費類別             | 費用 |
| ------------ | ----------------------------- | -------------------- | ---- |
| 現金         | 現金                          | 現金                 | $6.0 |
| 境外支付工具 | 支付寶（內地及香港）          | 支付寶（內地及香港） | $6.0 |
| 境外支付工具 | 雲閃付 非綁定澳門銀聯卡       |                      | $6.0 |
| 境外支付工具 | 微信支付（內地及香港）        |                      | $6.0 |
| 境外支付工具 | 交通聯合 非澳門發行的全國通卡 |                      | $6.0 |
| 境內支付工具 | 澳門通                        | 全民卡               | $3.0 |
| 境內支付工具 | 澳門通                        | 學生卡               | $1.5 |
| 境內支付工具 | 澳門通                        | 長者卡               | 免費 |
| 境內支付工具 | 澳門通                        | 殘疾卡               | 免費 |
| 境內支付工具 | 聚易用＋                      | 聚易用＋             | $3.0 |

### 服務時間及班距
| 服務時間                     | 服務時間   | 星期一至六  | 星期日 （含公眾假期） |
| ---------------------------- | ---------- | ----------- | --------------------- |
| 東方明珠                     | 東方明珠   | 06:15-23:50 | 06:15-23:50           |
| 城市日前地                   | 城市日前地 | 06:25-00:10 | 06:25-00:10           |
| 班距                         | 尖峰       | 4-8分鐘     | 5-8分鐘               |
| 班距                         | 離峰       | 6-10分鐘    | 7-10分鐘              |
| 懸掛8號風球後1小時開出尾班車 |            |             |                       |

### 路線停站
| 7    | 東方明珠 ↔ 城市日前地 | 東方明珠 ↔ 城市日前地         | 東方明珠 ↔ 城市日前地 | 東方明珠 ↔ 城市日前地      |
| 序號 | 往程                  | 往程                          | 返程                  | 返程                       |
| 序號 | 站號                  | 站名                          | 站號                  | 站名                       |
| 1    | M2/3                  | 東方明珠總站                  | M268                  | 城市日前地                 |
| 2    | M232                  | 勞動節街／裕華                | M263                  | 仙德麗街                   |
| 3    | M246                  | 永華街                        | M172/17               | 亞馬喇前地                 |
| 4    | M224                  | 永康街／麗華                  | M261                  | 約翰四世大馬路／馬統領街   |
| 5    | M33                   | 俾利喇／望德樓                | M100                  | 水坑尾／高可寧大宅         |
| 5    | M30                   | 黑沙環第五街 （賽車期間停靠） | M100                  | 水坑尾／高可寧大宅         |
| 6    | M38                   | 望賢樓                        | M75                   | 高美士中葡中學             |
| 7    | M103                  | 聖方濟各老人院                | M237                  | 社會工作局                 |
| 8    | M116                  | 亞利鴉架街                    | M245                  | 鏡湖醫院                   |
| 9    | M81                   | 歸僑總會                      | M87                   | 連勝馬路                   |
| 10   | M78                   | 沙嘉都喇街                    | M96                   | 連勝馬路／高士德           |
| 11   | M270/2                | 塔石體育館                    | M106                  | 雅廉訪／聖心               |
| 12   | M153/1                | 水坑尾／公共行政大樓          | M274                  | 筷子基衛生中心             |
| 13   | M173/2                | 約翰四世大馬路                | M10/1                 | 台山街市                   |
| 14   | M69/2                 | 葡京酒店                      | M27                   | 關閘馬路／三角花園         |
| 14   | M172                  | 亞馬喇前地 （賽車期間停靠）   | M27                   | 關閘馬路／三角花園         |
| 15   | M262                  | 城市日大馬路／波爾圖街        | M227                  | 長壽大馬路／勝意樓         |
| 16   |                       |                               | M220/2                | 祐漢街市                   |
| 17   |                       |                               | M236                  | 黑沙環中街／黑沙環衛生中心 |
| 18   |                       |                               | M2/3                  | 東方明珠總站               |

## 爭議
- 本線由原7路線及7A路線合併而成，此合併措施令居民提起2016年至2017年的一系列影響下環居民的改動，包括取消「媽閣廟前地」站令居民需步行一段較長的路前往凱泉灣乘車、取消該區唯一前往山頂醫院的6B路線的週末服務、延伸前往離島的快線MT4路線至關閘令下環居民無法上車等，導致下環居民出行變得較為不方便。

## 圖片集

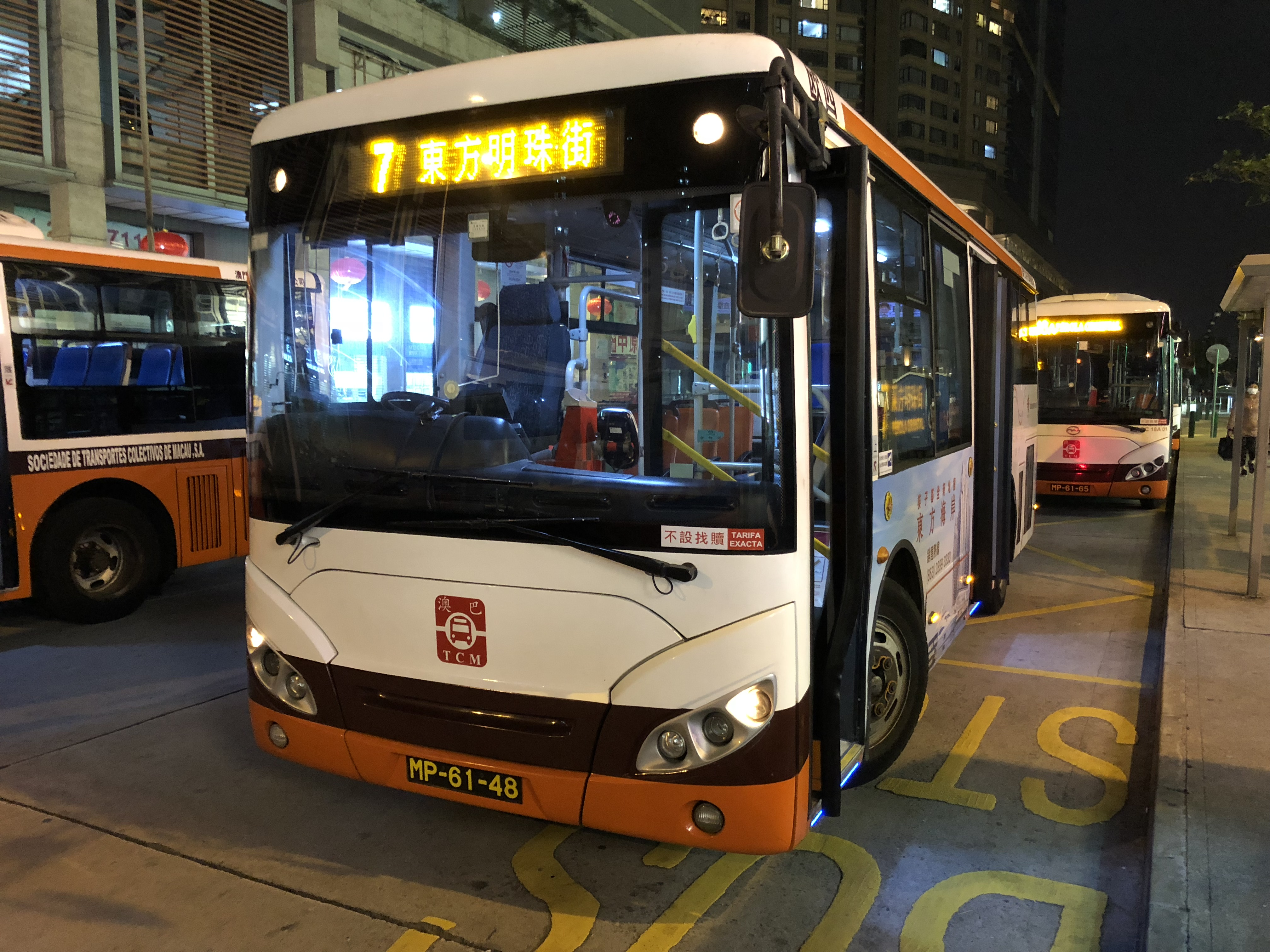
五洲龍FDG6751G
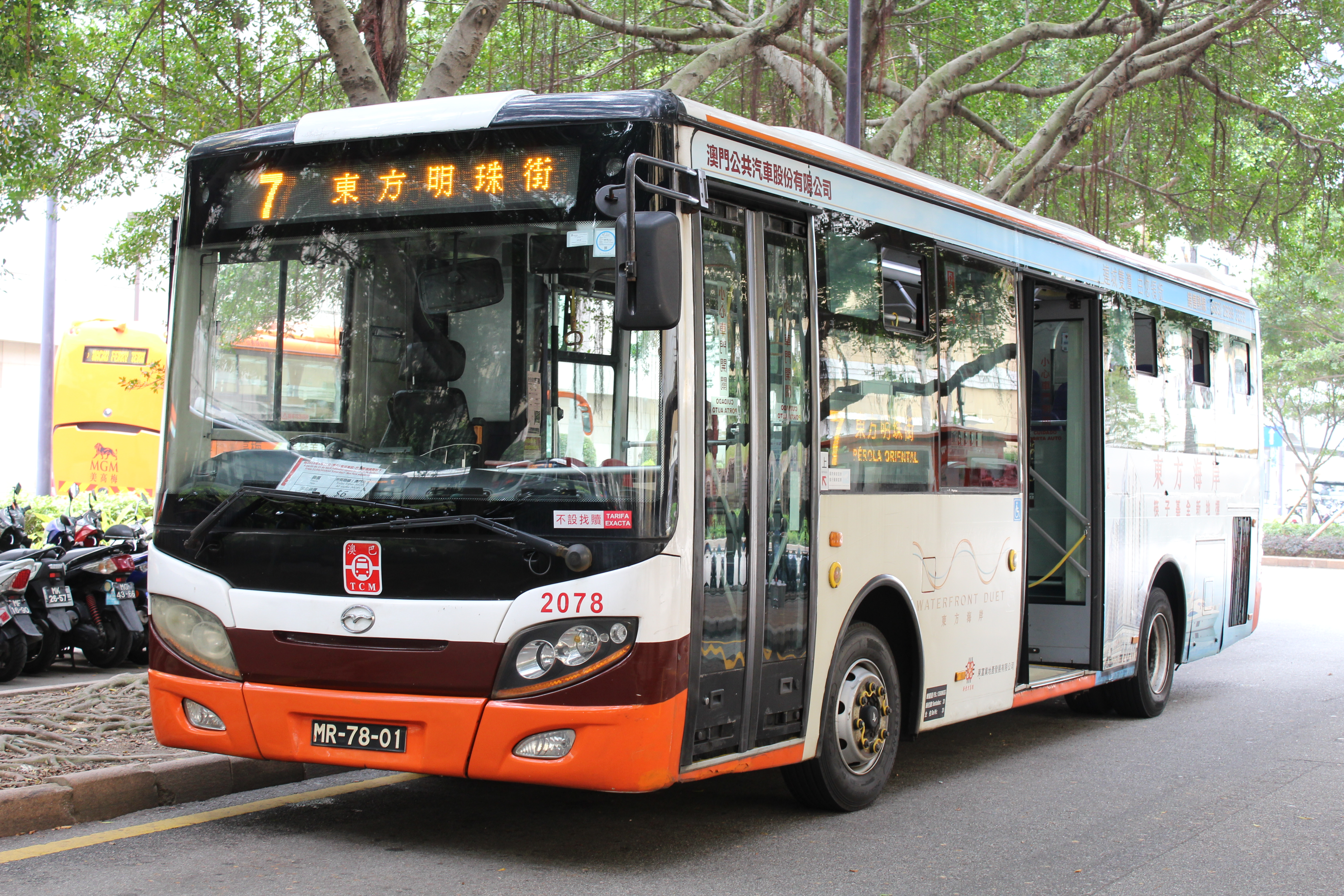
五洲龍FDG6951G
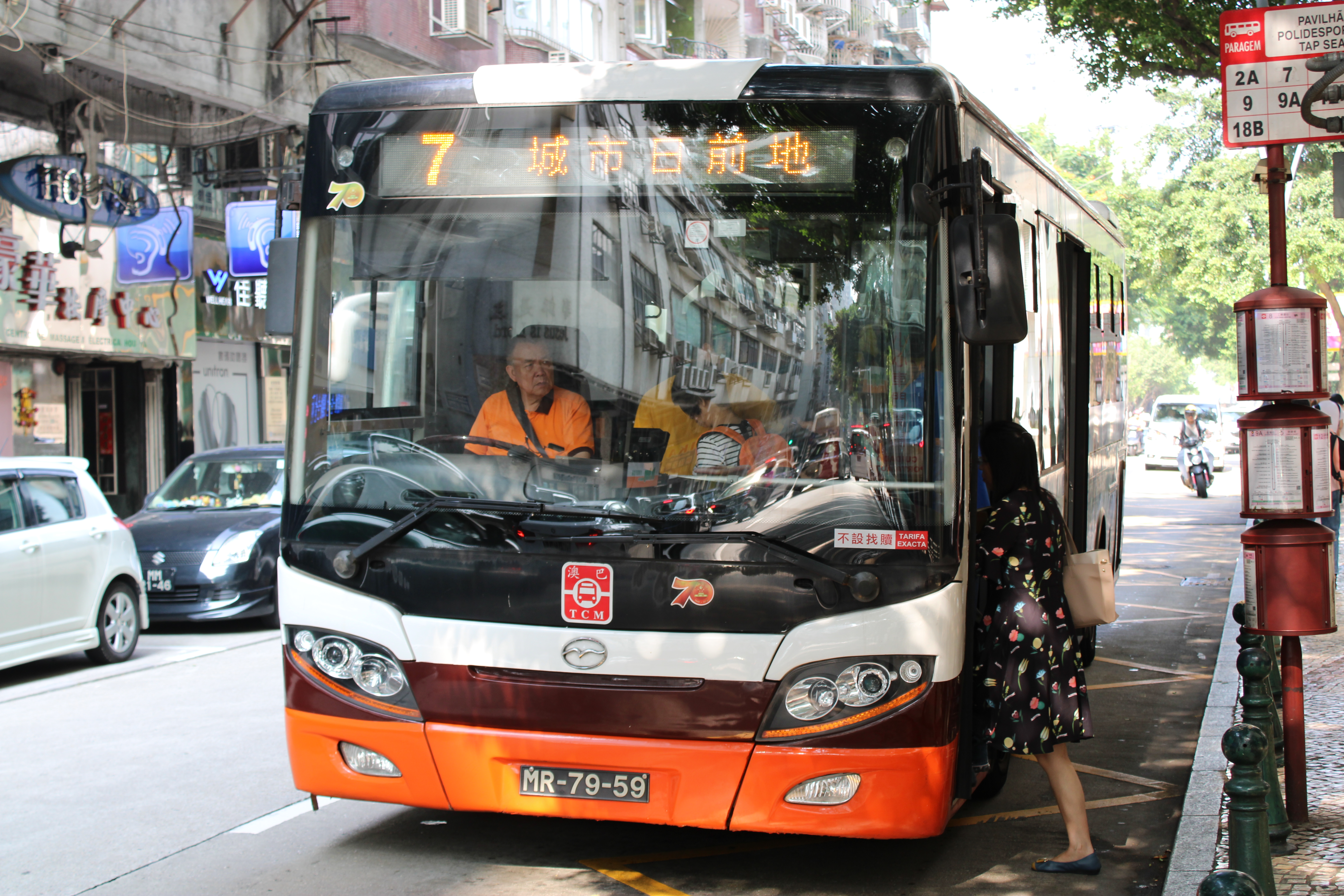
五洲龍FDG6951G
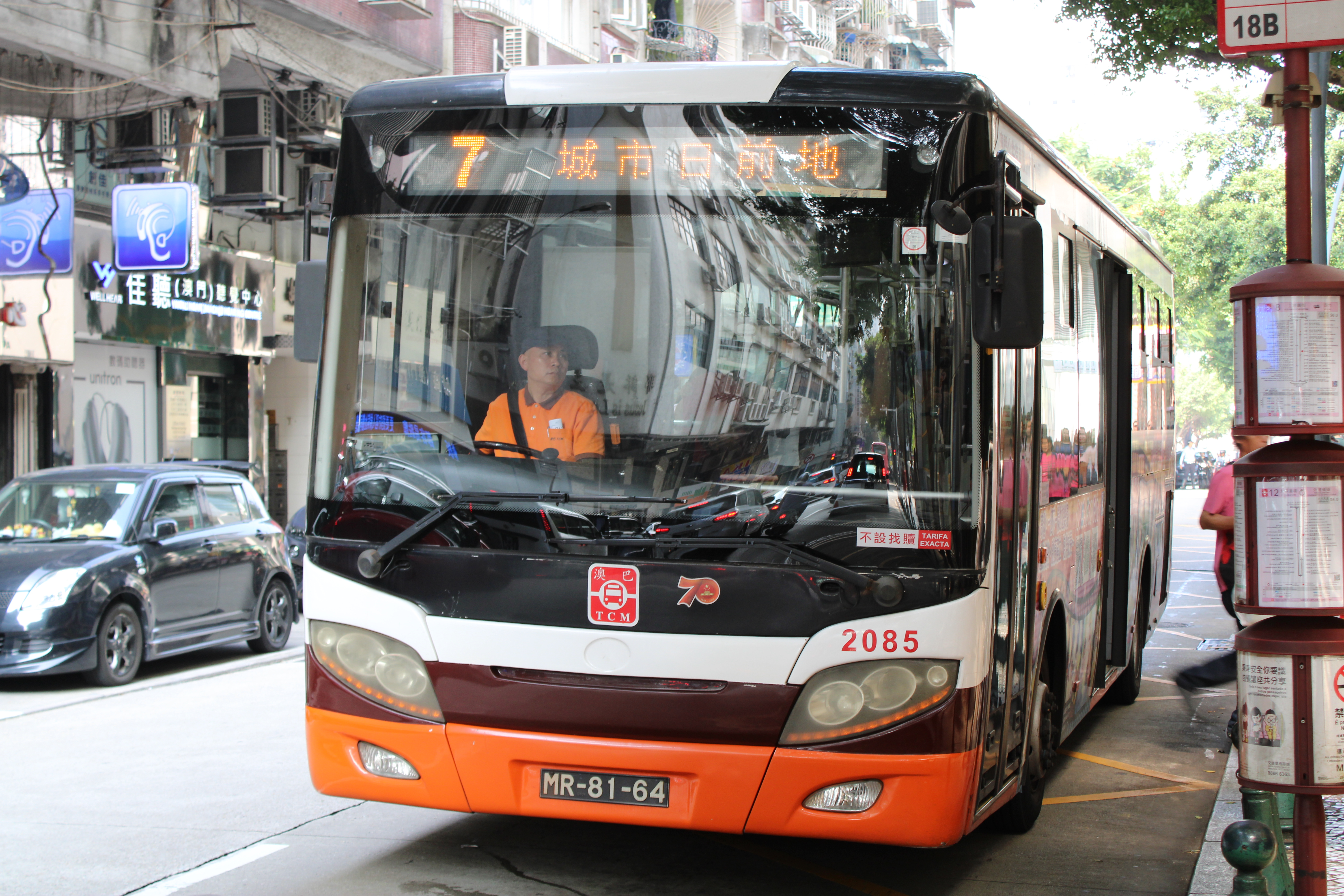
五洲龍FDG6951G
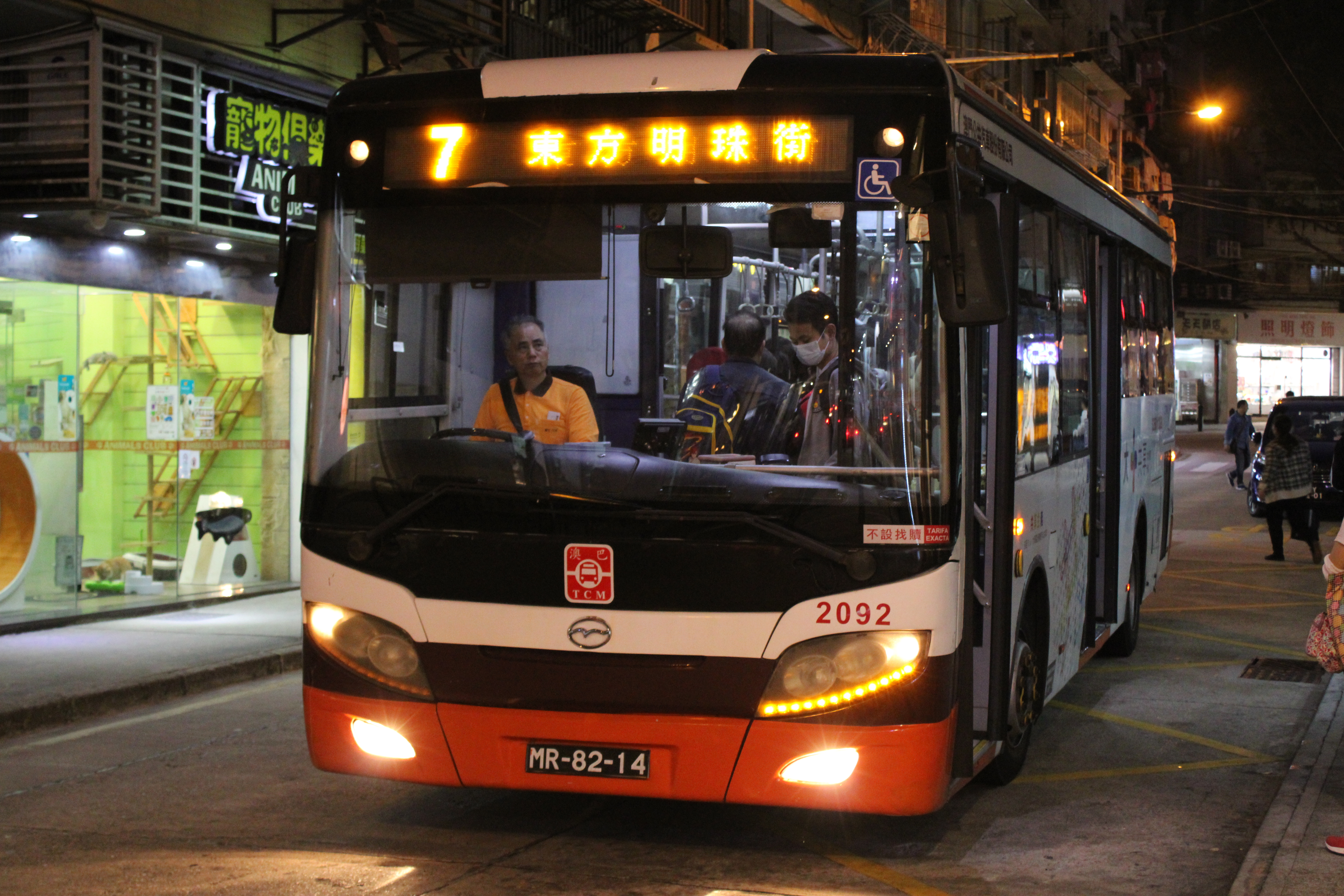
五洲龍FDG6951G
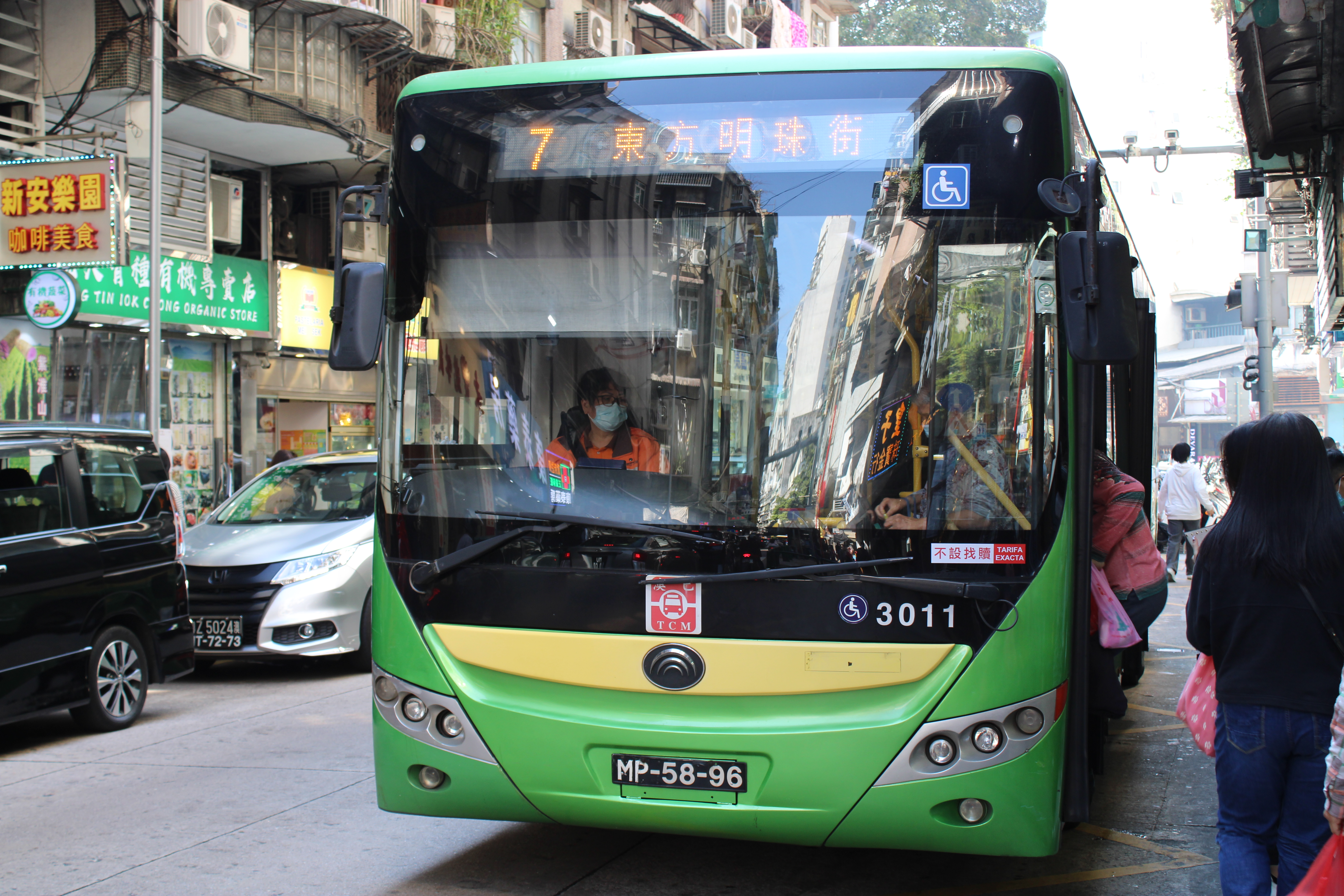
宇通ZK6118HGE
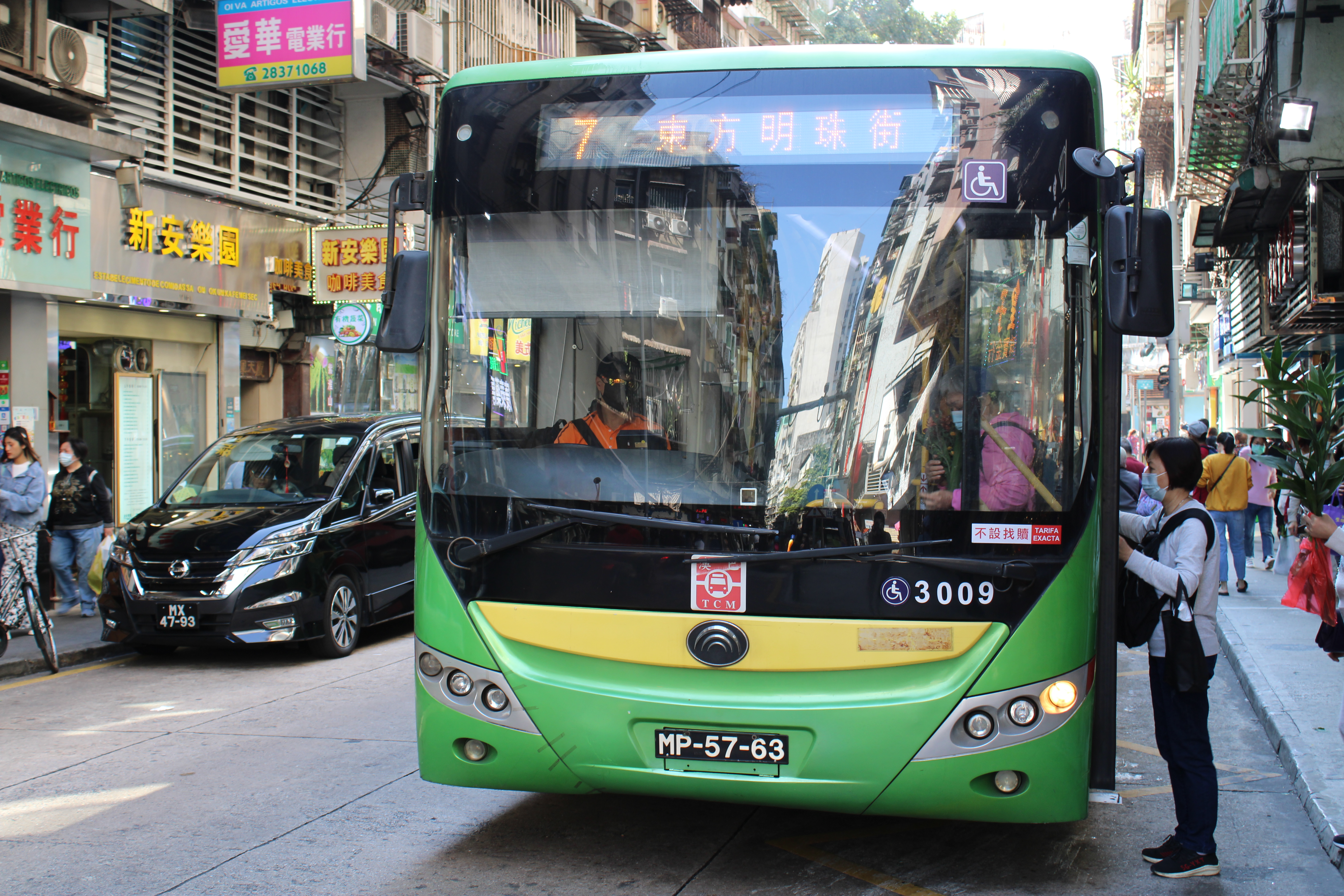
宇通ZK6118HGE
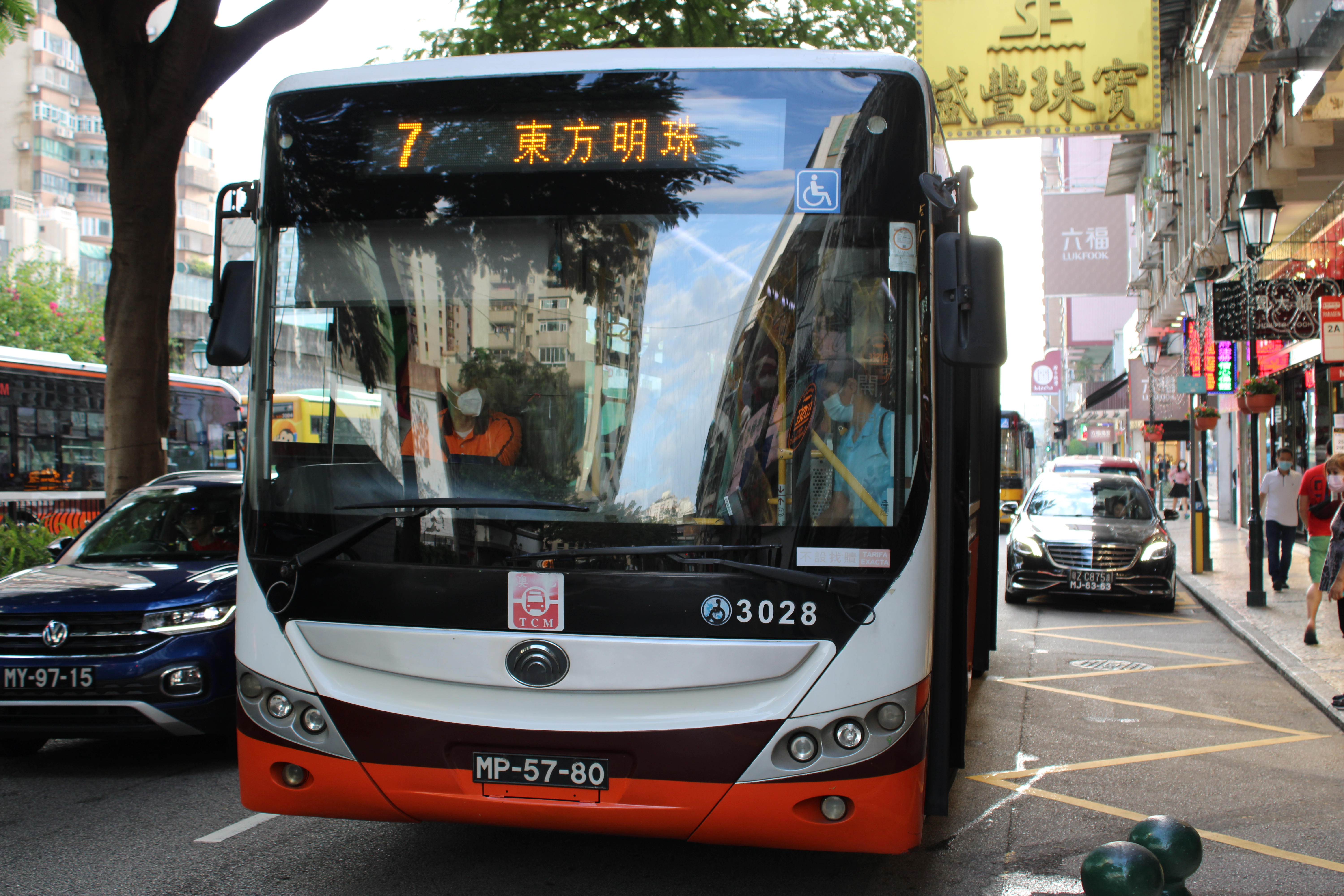
宇通ZK6118HGE
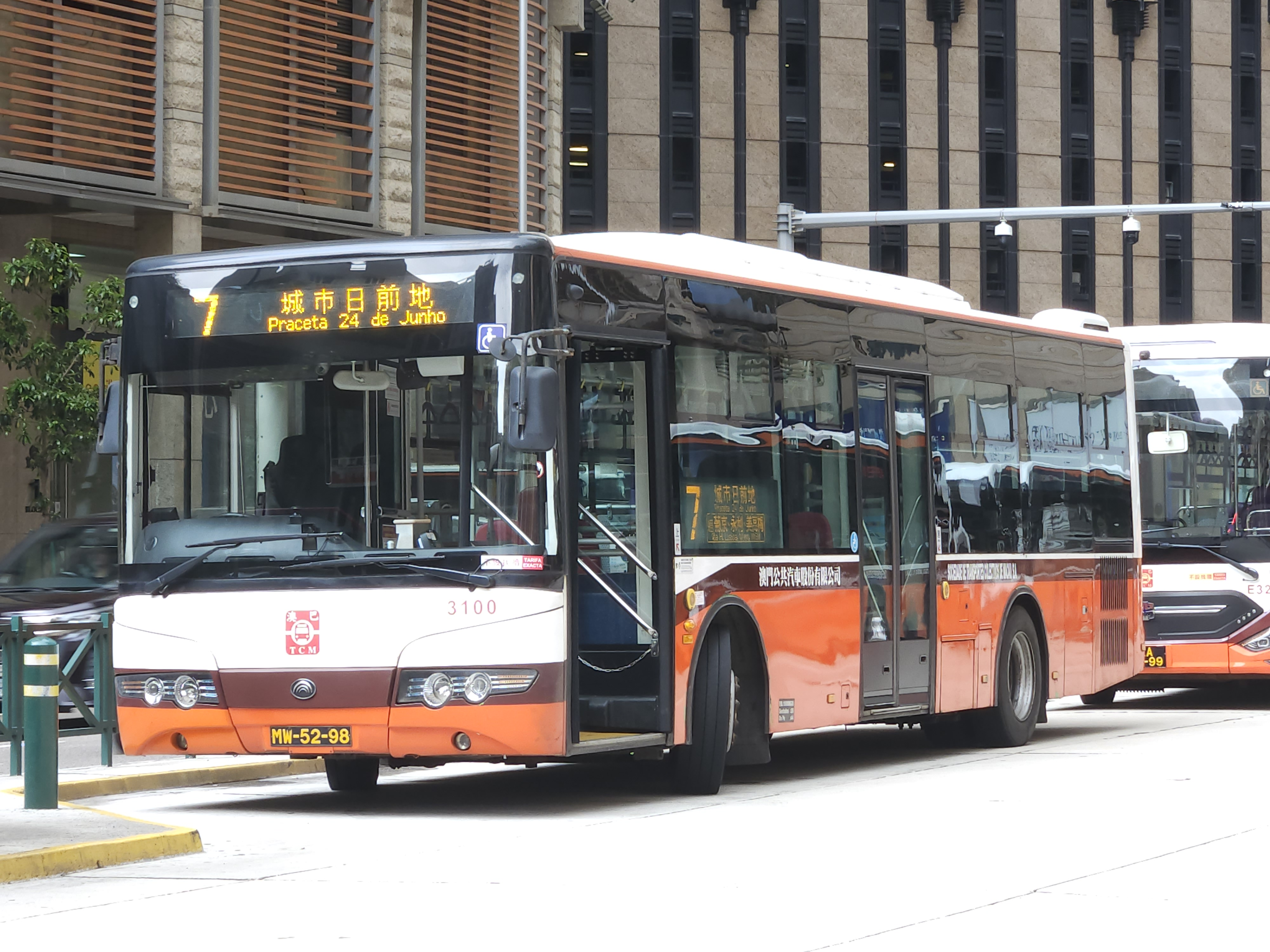
宇通ZK6115HG1
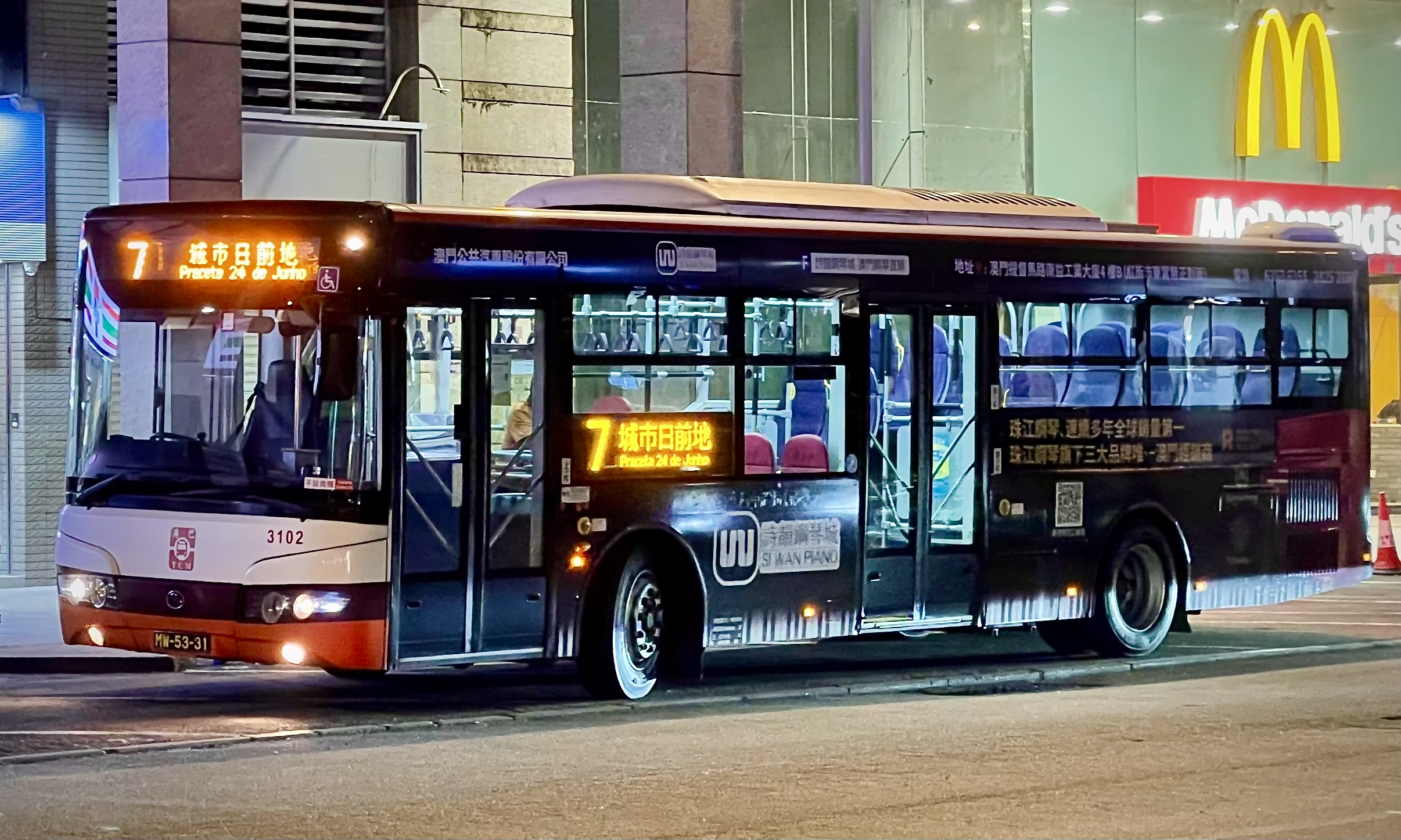
宇通ZK6115HG1
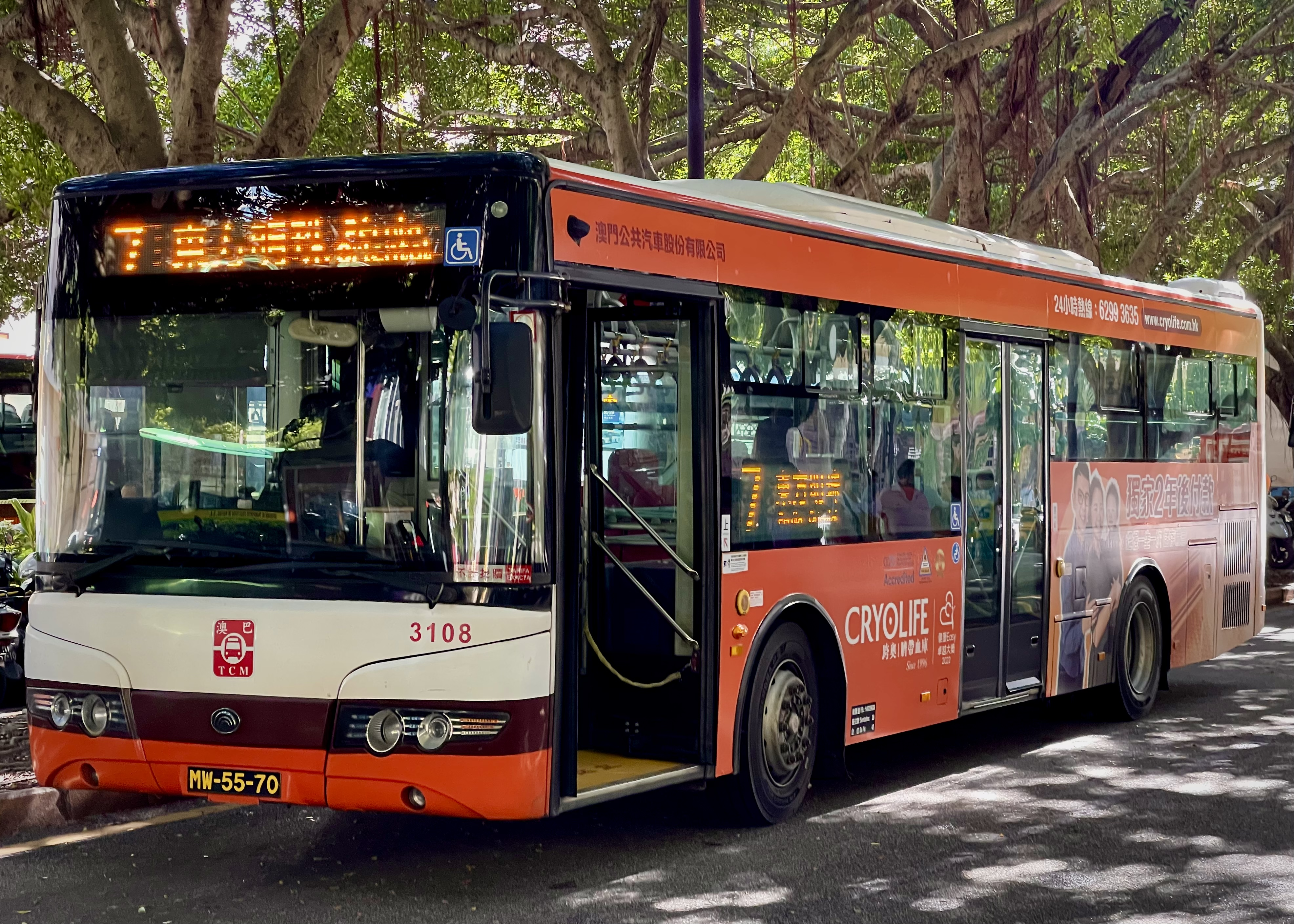
宇通ZK6115HG1
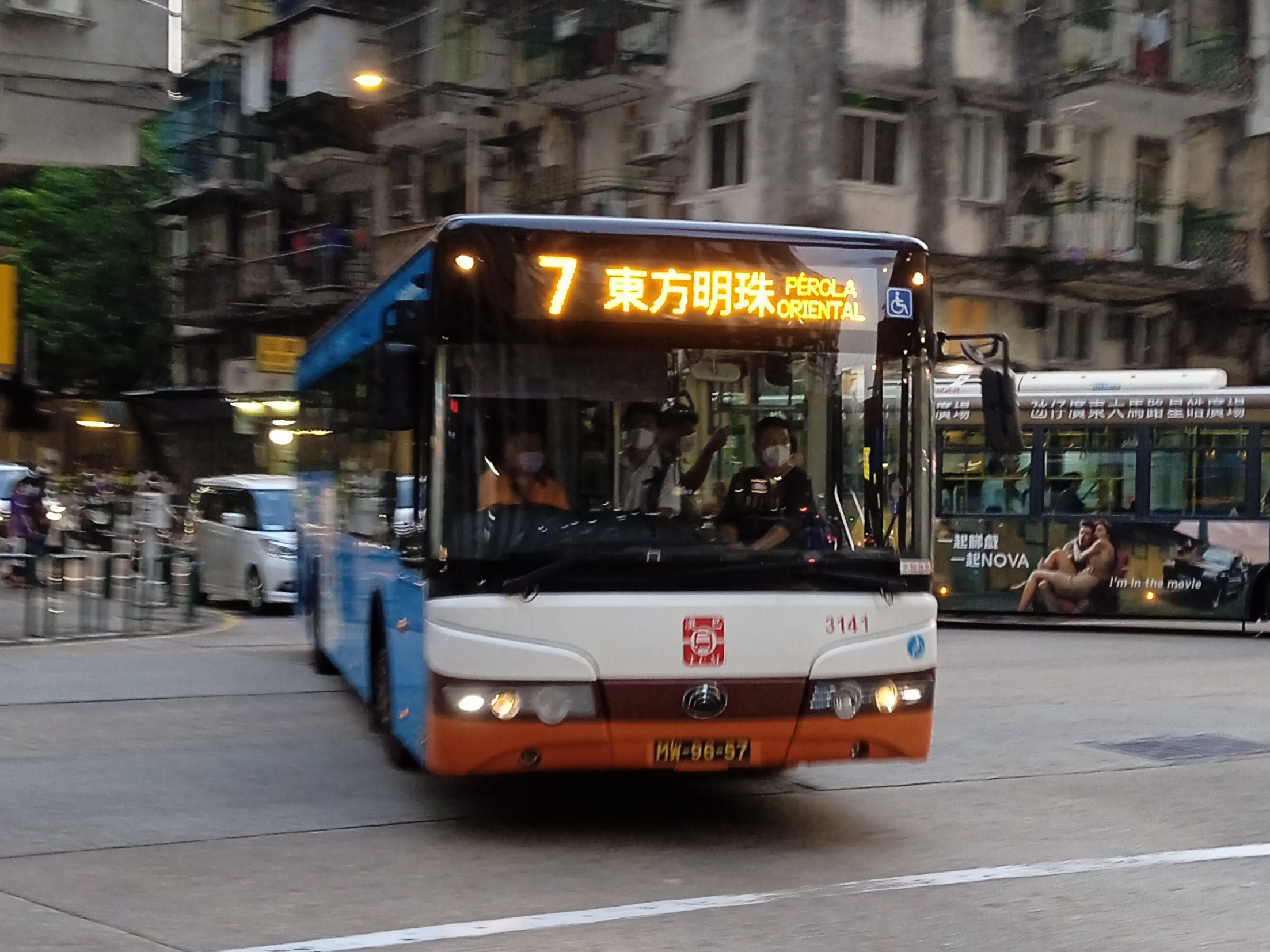
宇通ZK6105HG
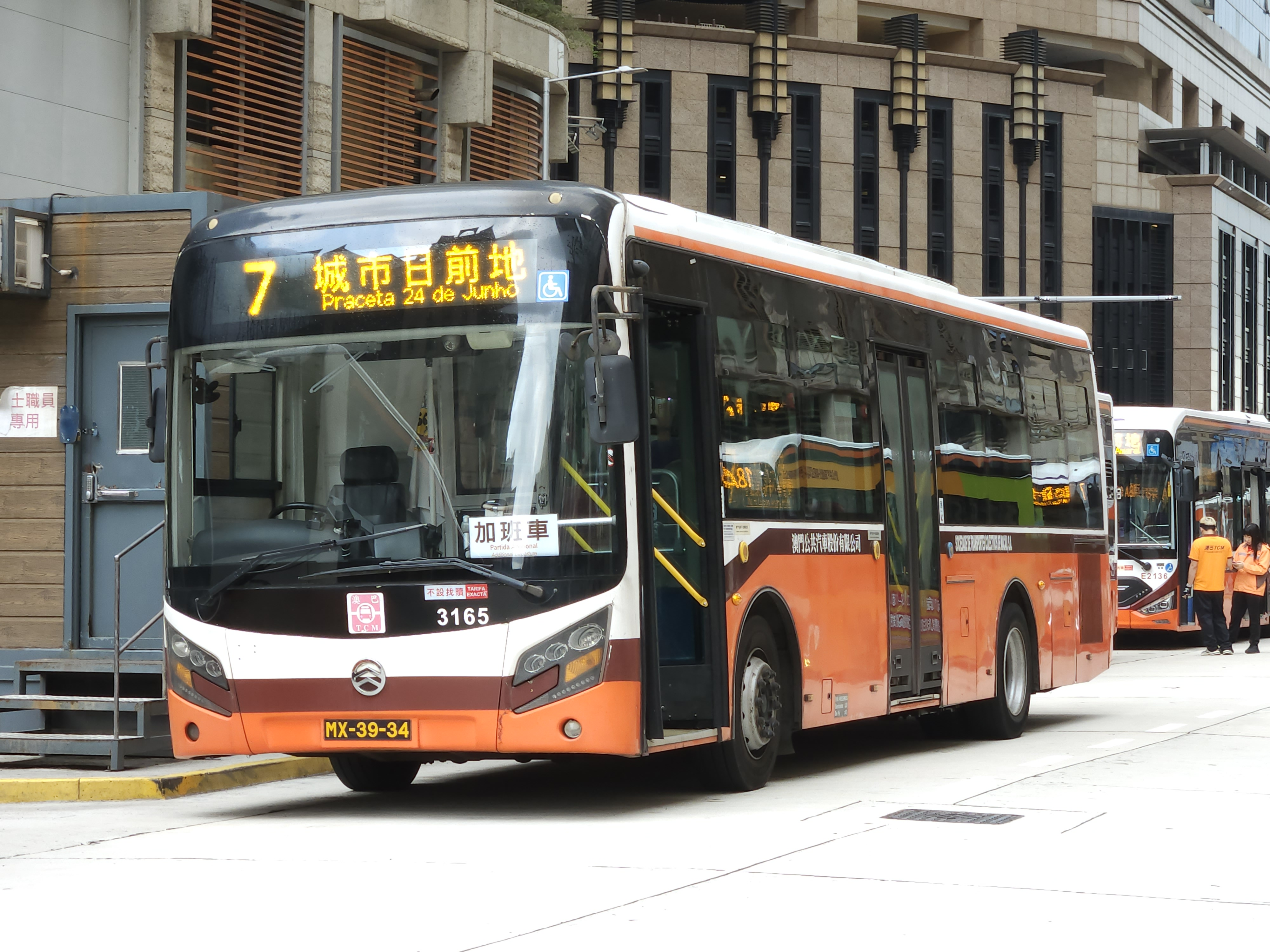
廈門金旅XML6105J15
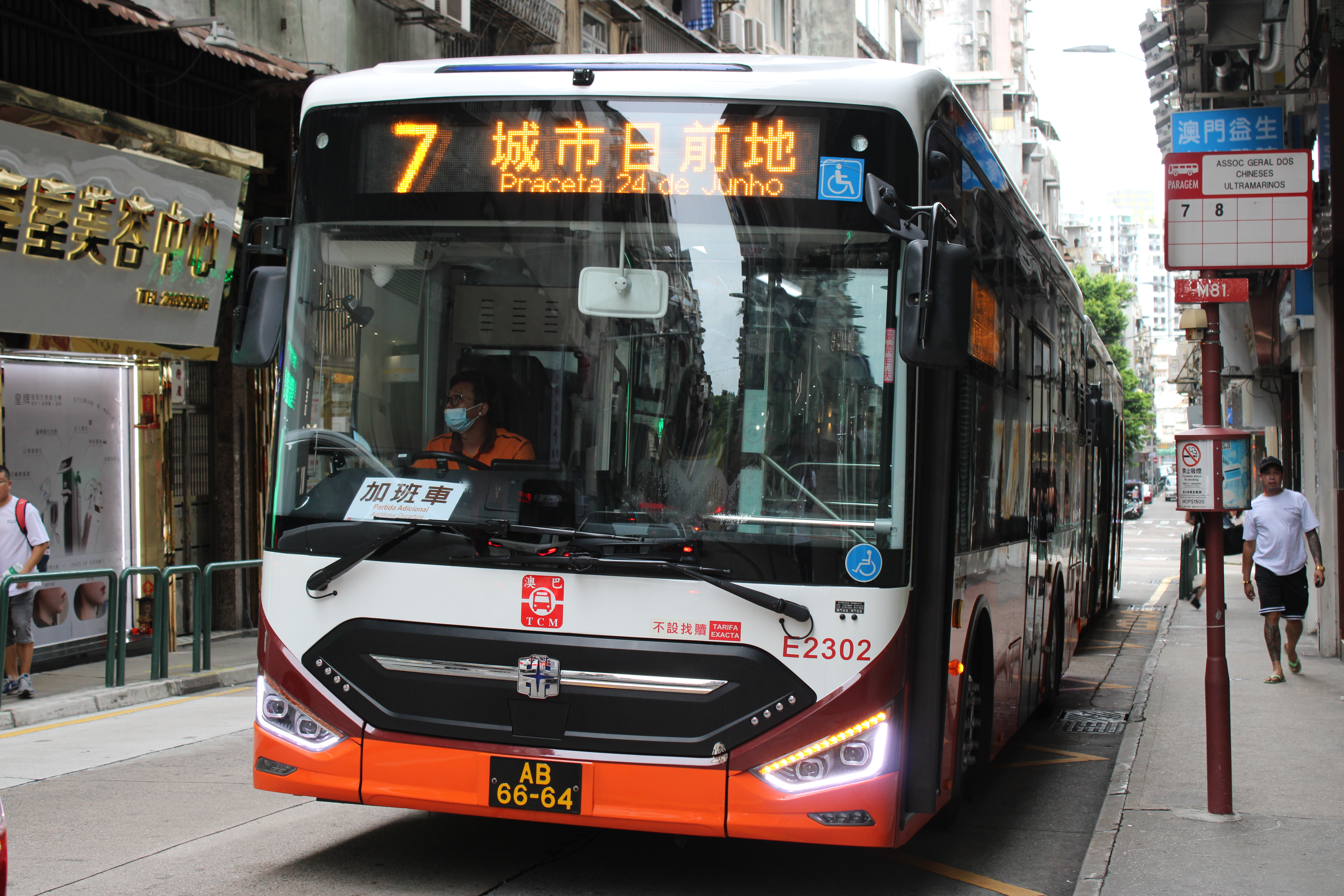
中通LCK6980SHEVG
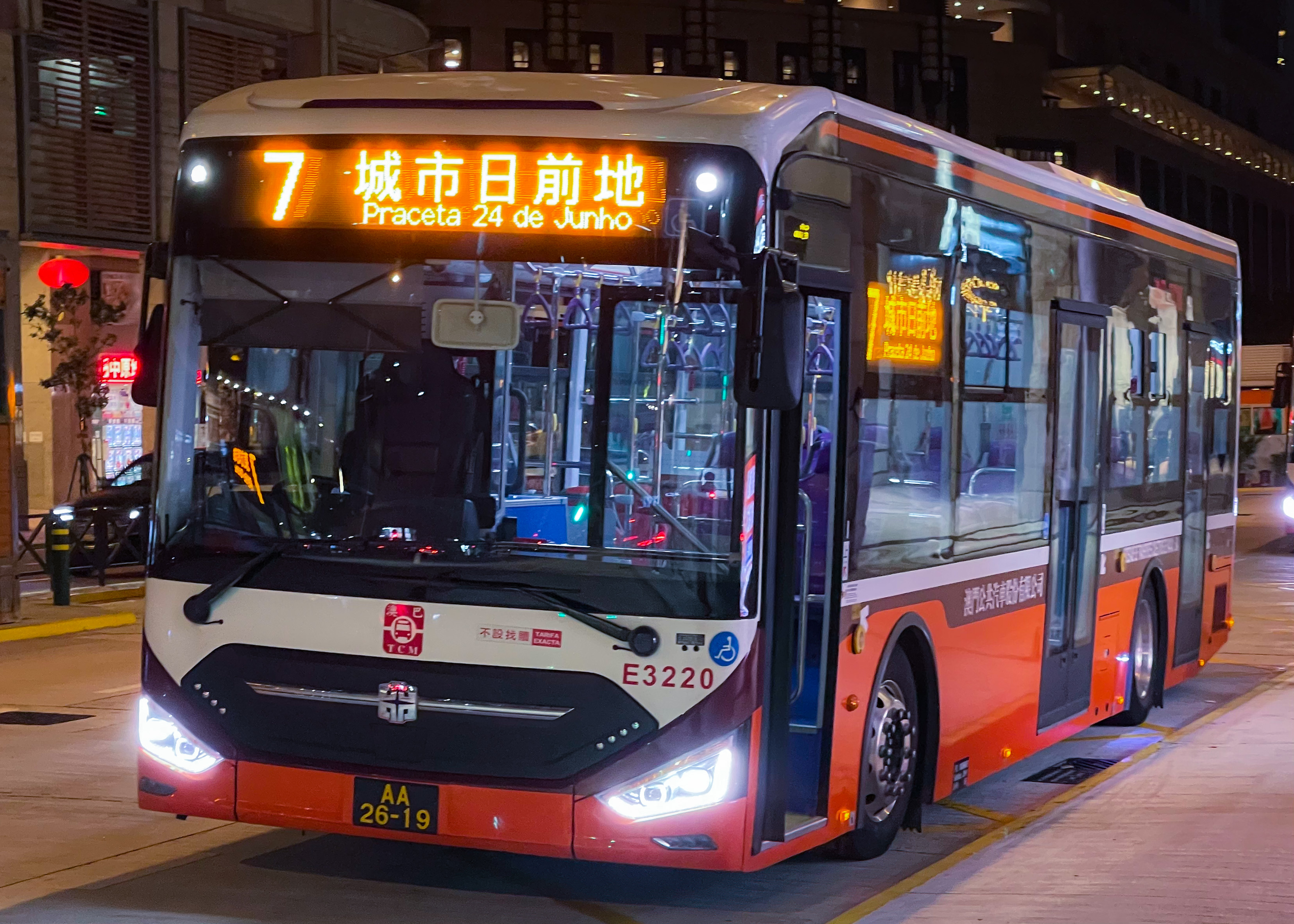
中通LCK6113SHEVG
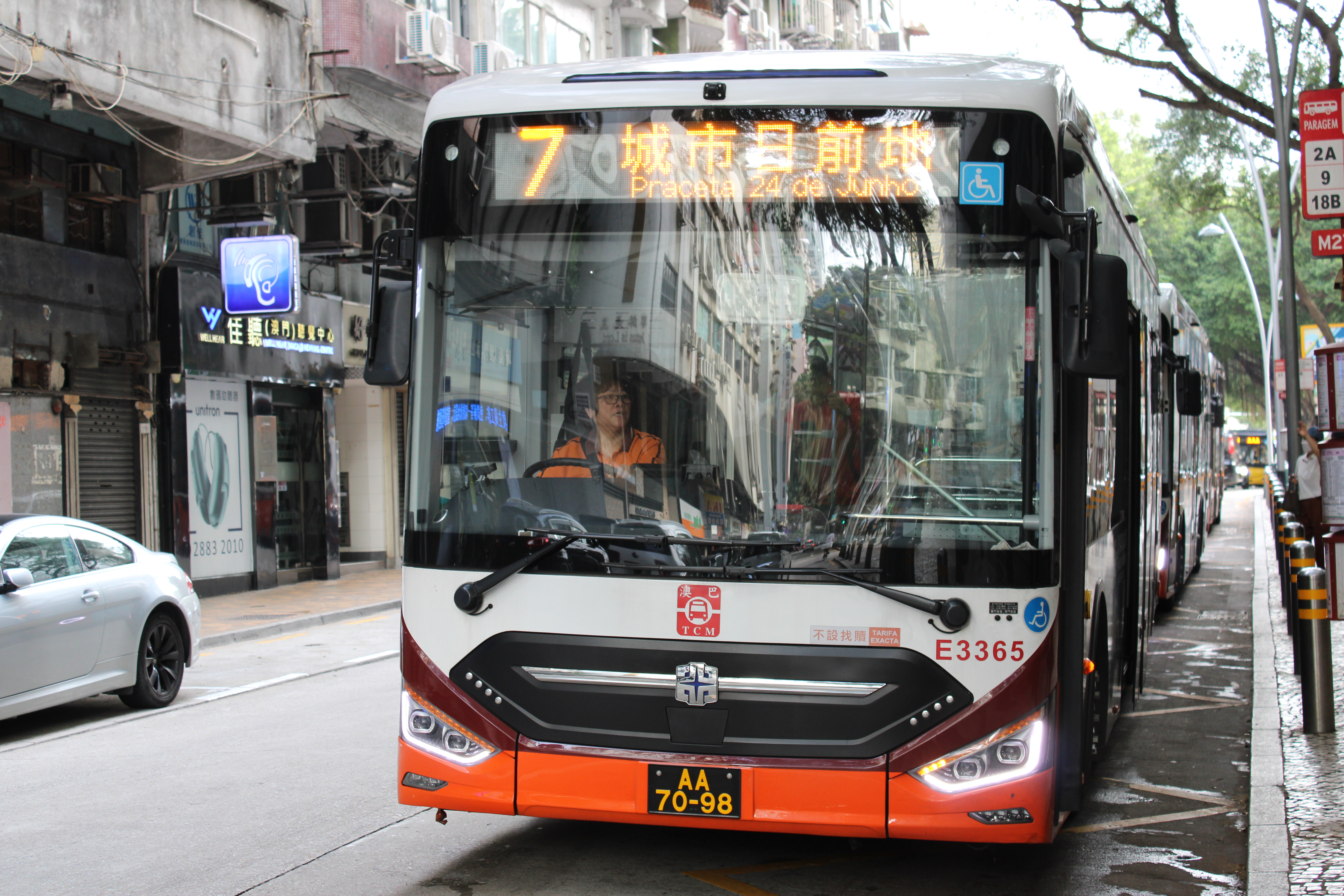
中通LCK6113SHEVG
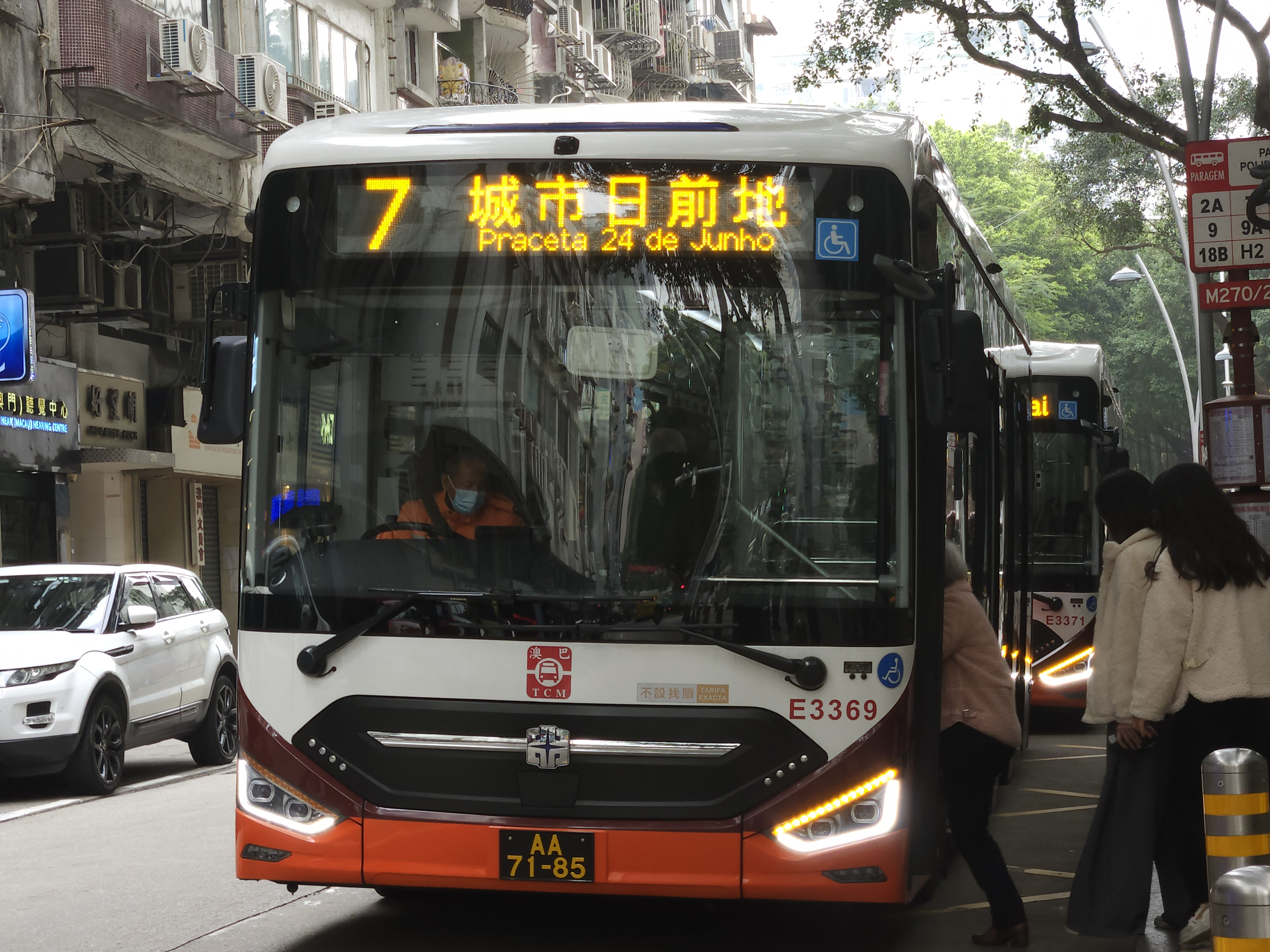
中通LCK6113SHEVG
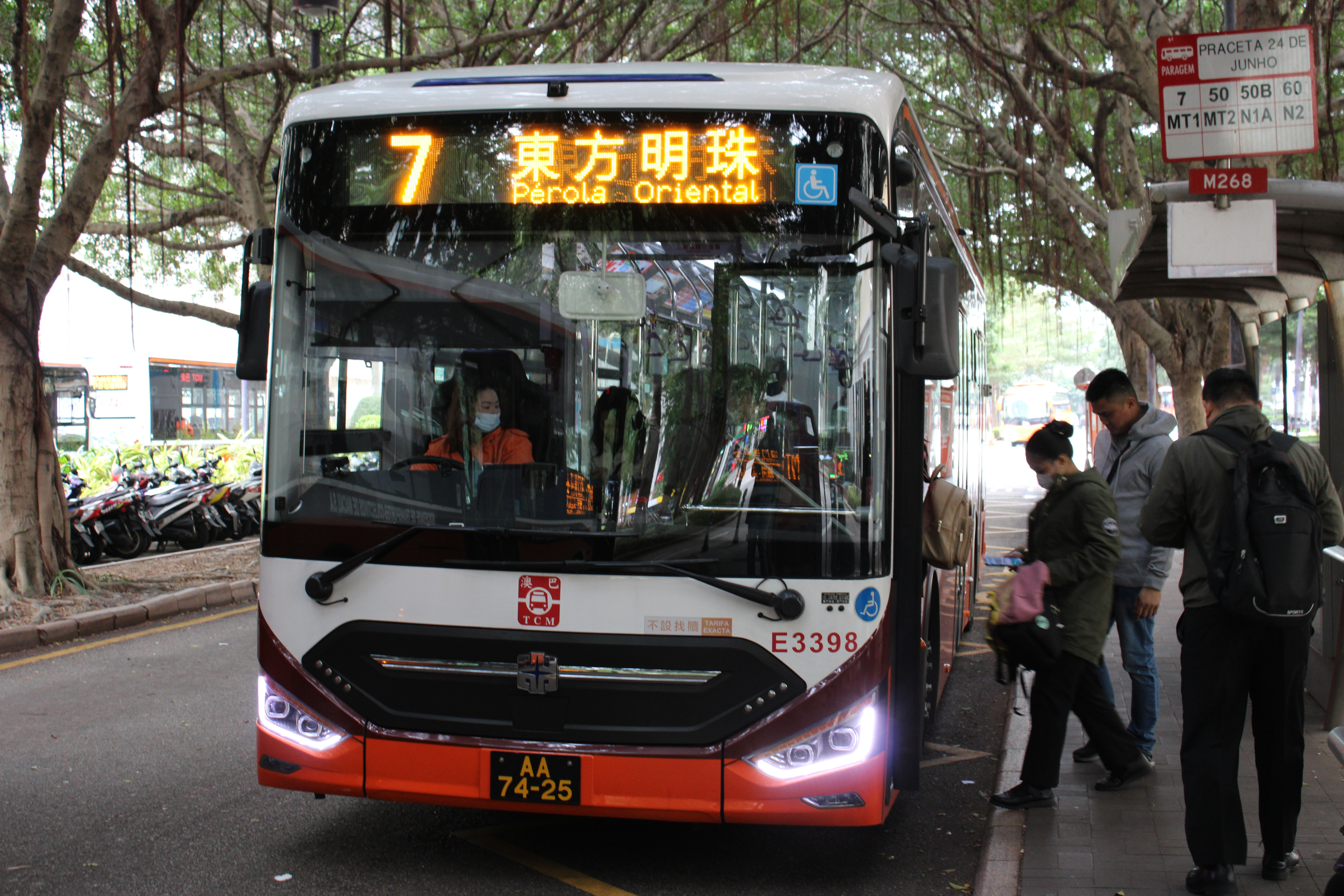
中通LCK6113SHEVG
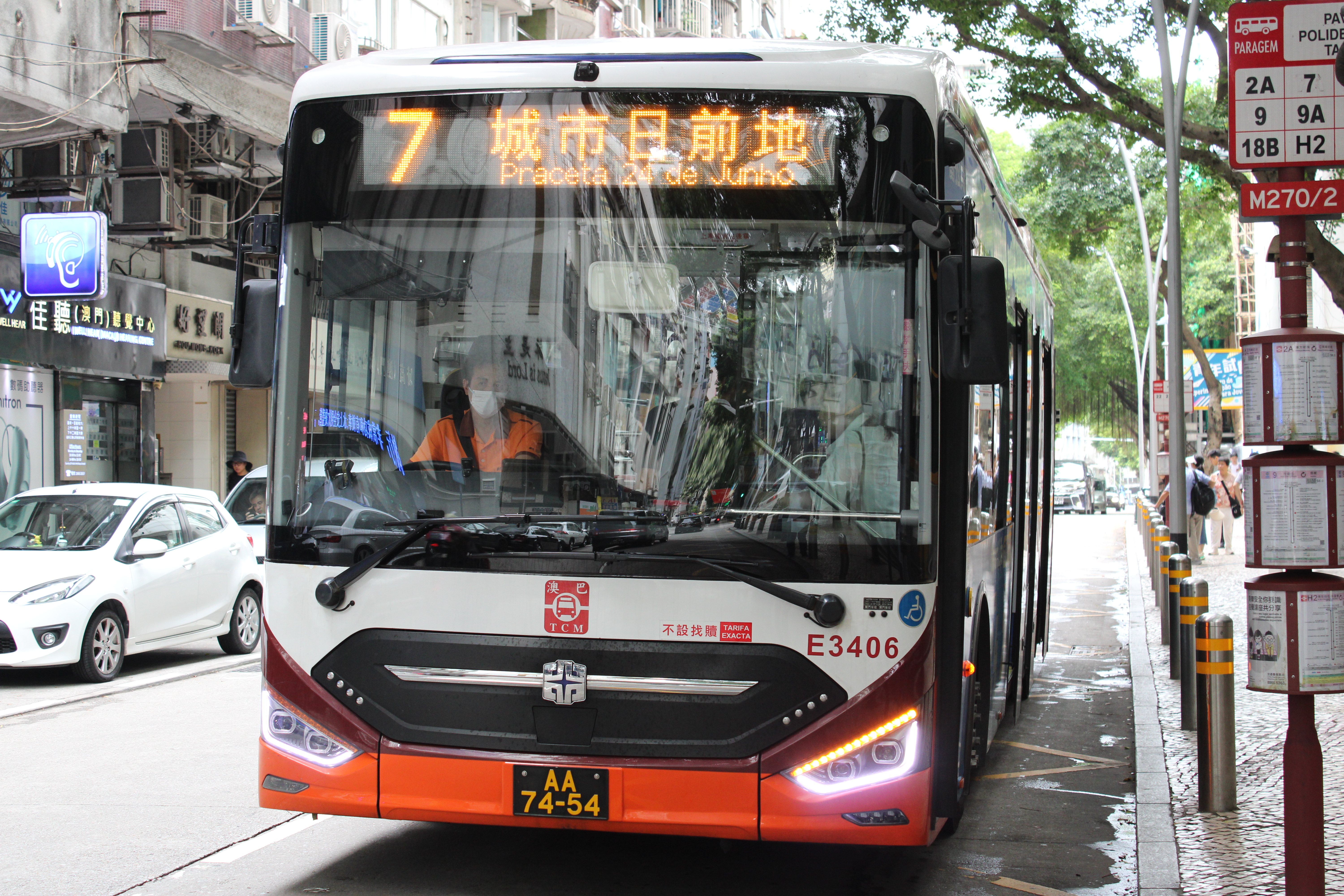
中通LCK6113SHEVG
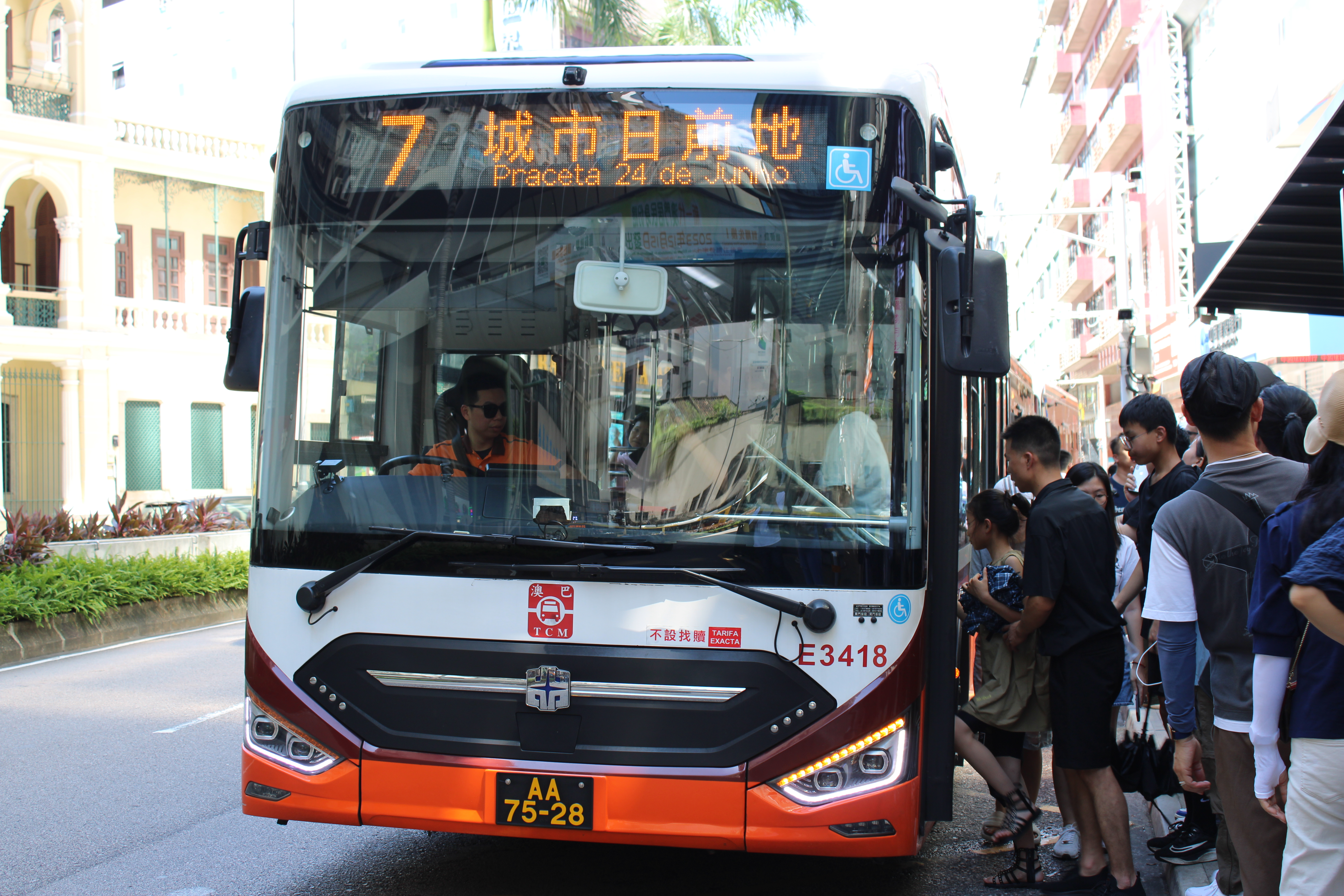
中通LCK6113SHEVG

## 外部連結
- 澳門公共汽車有限公司（官方網站） （页面存档备份，存于）